# جودیث لاو کوهن
جودیث لاو کوهن (انگلیسی: Judith Love Cohen; ۱۶ اوت ۱۹۳۳ – ۲۵ ژوئیهٔ ۲۰۱۶) مهندس هوافضا، نویسنده و ناشر اهل ایالات متحده آمریکا بود. او مهندس الکتریک مینوت‌من میسایل، مرکز علمی تلسکوپ فضایی هابل بود. پس از بازنشستگی او شرکتی انتشارات چندرسانه‌ای تأسیس کرد که تا پیش از مرگش ۲۰ کتاب منتشر کرد.

## زندگی شخصی
کوهن سه بار ازدواج کرد، او چهار فرزند، شامل نیل سیگل، مهندس کامپیوتر و جک بلک، هنرمند، داشت.